# M58 (天体)
座標:  12h 37m 43.597s, +11° 49′ 05.12″
M58（NGC 4579）はおとめ座にある棒渦巻銀河である。

## 概要
おとめ座銀河団に属する銀河の中でも特に明るく見えるものの一つ。
口径5cmの望遠鏡では条件が悪いと見えない。楕円形の光のシミのように見える。口径10cmの望遠鏡でマラスは「口径4cmのファインダーでも見える。口径10cmで西7'に8等星があり、中心部がぴかぴかと輝く。かなり楕円で、その周囲をかさが取り囲むが、輝く核は北西の方向にあり、小口径でも注意して見れば興味深い対象である」としている。口径20cmでジョーンズは「おとめ座星雲群の中では最も明るいM60に似ているが、それよりも大きく、やや明るい中心部の凝縮部も大きい。中央の棒状部分が東西に延びているのが見え、短軸は長軸よりも境界が明らかである。中口径でよく高倍率に耐える」とした。
1988年1月18日に池谷薫によって発見されたII型超新星SN 1988A、1989年6月28日にKimeridzeによって発見されたIa型超新星SN 1989Mの2つの超新星が現れている。

## 観測史
1779年4月15日、彗星を観測していたシャルル・メシエによってM59、M60と共に発見された。メシエは「おとめ座の非常に微かな星雲で、3等星とほぼ平行している。測微尺の糸がちょっとでも光と消えてしまう」と記している。最初期に渦巻き状の構造が発見された銀河の一つで、1850年にロス卿がまとめた「渦巻星雲 (spiral nebulae) 」14個の中の一つとして記録されている。1864年にジョン・ハーシェルは「明るく、大きく、不正円形。中央部がすばらしく明るい。どうにか分かれそう。むしろ星がにじんだ感じだ」と記した。